# Forêt de Oza
La forêt de Oza se situe dans la vallée de Hecho, dans la partie occidentale des Pyrénées aragonaises. Il s'agit d'un espace naturel traversé par les eaux de la rivière Aragon Subordan et entouré de sommets entre 2 300 et 2 700 mètres, parmi lesquels il faut souligner le Peña Forca (2 390 m), la Punta Agüerri (2 450 m), le Castillo de Achert (2 384 m) et le Bisaurín (2 668 m).
Les trois dolmens qui s'y trouvent et les restes d'une des anciennes voies romaines d'Antonin le Pieux sont aussi intéressants. Cette voie a aussi été utilisée comme chemin de pèlerinage vers Saint-Jacques-de-Compostelle.

## Faune et flore
Dans cette forêt il est possible de rencontrer des ours, des furets, izards, chevreuils, des sangliers, blaireaux, martes, renards, écureuils et des loutres. Quant au ciel, on peut aussi voir des exemplaires de gypaètes, vautours et des aigles.
En ce qui concerne la faune piscicole, le rio Aragon Subordan est abondant en truites.
Il s'agit d'une forêt formée principalement de sapins, de pins et hêtres. D'autres espèces végétales sont les ifs, érables et bouleaux. Il existe en outre beaucoup de bruyères, où prédomine le buis, et une énorme variété de champignons, fruits et fleur.